# Diga di Tadami
La diga di Tadami (只見ダム?, Tadami damu) è una diga in materiali sciolti con riempimento in pietrame ("a scogliera") sul fiume Tadami, vicino a Tadami nella prefettura di Fukushima, in Giappone. Fu costruita tra il 1981 e il 1989 allo scopo di produrre energia idroelettrica e di controllare i deflussi della diga di Tagokura. Alimenta una centrale idroelettrica da 65 MW.